# 张勇 (哪吒汽车高管)
张勇（1975年12月－）曾任哪吒汽车联合创始人兼首席执行官，现任公司顾问‌。

## 争议
2024年12月卸任CEO转任顾问，创始人方运舟兼任CEO‌。2025年4月被曝滞留英国，其朋友圈称“为公司四处奔波融资”，引发“跑路”质疑‌。哪吒汽车回应称“运营捉襟见肘”，承认资金链紧张但否认高管失联‌。